# Wspólnota administracyjna Oberes Feldatal
Wspólnota administracyjna Oberes Feldatal (niem. Verwaltungsgemeinschaft Oberes Feldatal) – dawna wspólnota administracyjna w Niemczech, w kraju związkowym Turyngia, w powiecie Wartburg. Siedziba wspólnoty znajdowała się w mieście Kaltennordheim.
Wspólnota administracyjna zrzeszała siedem gmin, w tym jedną gminę miejską (Stadt) oraz sześć gmin wiejskich: 
1. Andenhausen
2. Diedorf
3. Empfertshausen
4. Fischbach/Rhön
5. Kaltenlengsfeld
6. Kaltennordheim
7. Klings

31 grudnia 2013 wspólnota został rozwiązana. Gminy: Andenhausen, Fischbach/Rhön, Kaltenlengsfeld, Klings zostały przyłączone do miasta Kaltennordheim stając się jednocześnie jego dzielnicami. Natomiast gminy Diedorf oraz Empfertshausen stały się samodzielne.